# Вернер, Лауре
Лауре Вернер (нидерл. Laure Werner, род. 22 февраля 1981, Эттербек) — бельгийская профессиональная шоссейная и велокроссовая велогонщица.

## Карьера
В юности Лауре Вернер была хорошей пловчихой, специализируясь на длинных дистанциях. В возрасте восемнадцати лет ей пришлось выбирать между плаванием и велоспортом, и она выбрала велоспорт. В тринадцать лет Вернер присоединилась к велоклубу Рёйсбрука.
В 1997 году Вернер заняла третье место на чемпионате Бельгии по шоссейному велоспорту среди новичков. Через год она завоевала серебряную медаль на чемпионате Бельгии среди юниорок. В 2000 году она удивила многих, заняв десятое место на заключительном этапе Гранд Букль феминин с финишем на Елисейских полях.
В период с 2003 по 2004 год её спортивные результаты несколько ухудшились из-за совмещения тренировок с учёбой на архитектора интерьера в архитектурной школе Синт-Лукас. Несмотря на это, ей предоставлялись условия для тренировок, например, возможность кататься на велосипеде во время практических занятий, подтверждая активность с помощью пульсометра. Она навёрстывала упущенное по вечерам и благодаря частным урокам, успешно получив диплом с отличием в 2004 году. В восемнадцать лет она присоединилась к команде Vlaanderen, а после завершения учёбы стала там профессиональной гонщицей, полностью посвятив себя велоспорту.
В 2006 году она заняла третье место на чемпионате Бельгии по шоссейному велоспорту среди элиты.
Её карьера характеризовалась стабильным участием в национальных чемпионатах и многократным представлением Бельгии на международных соревнованиях. Вернер представляла свою страну на чемпионатах Европы и чемпионатах мира по шоссейному велоспорту 2005, 2006 и 2008 годов.
Лауре Вернер описывала себя как универсального гонщика с очень большим объёмом лёгких, что, по её мнению, было результатом многолетних занятий плаванием. Индивидуальная гонка с раздельным стартом была её специализацией, особенно в начале карьеры, где она добивалась хороших результатов. Однако она отмечала, что эту дисциплину необходимо постоянно практиковать, и со временем она утратила навыки в ней. Вернер часто приходилось работать в роли доместика для более сильных гонщиц. Хотя иногда это вызывало разочарование, она была довольна, когда её лидерша выигрывала.
Лауре Вернер завершила свою профессиональную спортивную карьеру в 2013 году. В 2012 году, за год до официального завершения карьеры, Лауре Вернер уже совмещала велоспорт с «обычной» работой, сохраняя при этом амбиции. Она отмечала, что, хотя совмещение было тяжёлым, но отсутствие прежнего давления делало езду на велосипеде более приятной. В этот период она выразила желание полностью посвятить себя семье и завести детей. С 2013 года работает в Люксембурге в компании INT Interiors, где занимает должность координатора и внутреннего архитектора.
С июня 2021 года является управляющей компании MC3 S.A., специализирующейся на внутренней отделке и ремонте интерьеров. Компания зарегистрирована в люксембургской коммуне Штрассен; работа ведётся в том числе в удалённом формате.
По данным порталов Forbes и Business Insider, по состоянию на декабрь 2023 года состояние Лауры Вернер оценивалось примерно в 5 миллионов долларов США. Основным источником дохода стала профессиональная карьера в велоспорте. Согласно имеющимся сведениям, она проживает в собственном доме.

## Достижения

### Шоссе
1997
3-я на чемпионате Бельгии — индивидуальная гонка среди кадетов
1999
2-я на чемпионате Бельгии — индивидуальная гонка U19
2000
Гранд Букль феминин
6-я на 1-м этапе
10-я на 17-м этапе
8-я в молодёжной классификации
7-я в молодёжной классификации Холланд Ледис Тур
2002
9-я в молодёжной классификации Гранд Букль феминин
7-я в молодёжной классификации Холланд Ледис Тур
8-я на чемпионате Бельгии — индивидуальная гонка
2003
10-я в молодёжной классификации Тура де л’Од
9-я на 3-м этапе Холланд Ледис Тур
2004
6-я на 2-м этапе Холланд Ледис Тур
2006
9-я на 11-м этапе Тура де л’Од
9-я на чемпионате Бельгии — групповая гонка
9-я на Ледис Голден Хоур
10-я на 5-м этапе Рут де Франс феминин
3-я на чемпионате Бельгии — индивидуальная гонка
Еврегио Ледис Тур
9-я на 2-м этапе
9-я на 3-м этапе
10-я в очковой классификации
2007
8-я на 5-м этапе Гранд Букль феминин
5-я на чемпионате Бельгии — индивидуальная гонка
9-я на 1-м этапе Альбштадт-Фрауэн-Этаппенреннен
2008
10-я на Омлоп Хет Ниувсблад
4-я на Гран-при Руселаре
10-я на 7-м этапе Тура де л’Од
6-я на Опен Воргорда TTT
6-я на чемпионате Бельгии — индивидуальная гонка
Трофи д’Ор
6-я на 4-м этапе
10-я в генеральной классификации
7-я на 3-м этапе Тура Ардеш
2009
8-я на 2-м этапе Тура де л’Од
7-я на Опен Воргорда TTT
9-я на чемпионате Бельгии — индивидуальная гонка
2010
6-я на 2-м этапе Тура де л’Од
7-я на Опен Воргорда TTT
2011
9-я на 2-м этапе Трофи д’Ор

### Велокросс
2008
9-я на чемпионате Бельгии
2009
10-я на чемпионате Бельгии

### Статистика выступления наГранд-турах
| Гонка / Год          | 2000           | 2001           | 2002           | 2003           | 2004           | 2005           | 2006 | 2007 | 2008 | 2009 | 2010           |
| -------------------- | -------------- | -------------- | -------------- | -------------- | -------------- | -------------- | ---- | ---- | ---- | ---- | -------------- |
| Гранд Букль феминин  | 48             | —              | 46             | —              | —              | —              | —    | 15   | —    | —    | не проводилась |
| Рут де Франс феминин | не проводилась | не проводилась | не проводилась | не проводилась | не проводилась | не проводилась | 18   | —    | —    | —    | —              |
| Тур де л'Од феминин  | —              | 32             | —              | 48             | —              | 44             | 24   | —    | 41   | 72   | DNF            |
| Джиро д’Италия Донне | —              | 51             | —              | —              | —              | —              | 75   | —    | —    | —    | —              |

## Личная жизнь
У Лауре Вернер есть младшие сестры-двойняшки Одри и Аврора, родившиеся 8 сентября 1984 года. Они также профессионально занимаются велоспортом.